# Geert Persoons
Geert Persoons (Geel, 14 maart 1963) is een Belgische oud-voetballer en tegenwoordig voetbaltrainer. Als speler was Persoons actief bij KFC Zoerle Sport, FC Testelt en AC Olen. Hij speelde voornamelijk in de provinciale reeksen. 
Als trainer begon Persoons in 1995 bij Berg en Dal VV, daarna volgden VC Blauberg, Verbroedering Alberta en SKS Herentals waarmee hij voor het eerst een prijs pakte. In 2002 werd hij kampioen in derde provinciale. Na een seizoen bij Immer Voort kon Geert Persoons aan de slag bij tweedeklasser Verbroedering Geel. In 2003 trainde hij de -17-jarigen, in 2004 de -19-jarigen. In november 2005 kwam Geel in financiële problemen en zo kreeg Persoons zijn kans bij de B-kern. Een jaar later in december 2006 werd hij hulptrainer van de A-kern. Voor het seizoen 2007-2008 stond Geert Persoons aan het hoofd van de eerste ploeg. Tussen 2008 en 2012 was hij trainer bij KESK Leopoldsburg. Sinds de zomer van 2012 is hij aan de slag bij K. Lyra TSV.
Persoons is tevens leraar aan de Vrije Basisschool Sint Dimpna in Geel. Hij geeft er les aan de leerlingen van het eerste leerjaar.